# 지상군 페스티벌
지상군 페스티벌(地上軍祝祭, 영어: Ground Forces Festival)은 충청남도 계룡시에서 열리는 대한민국의 육군 문화 축제이다.
육·해·공군 통합 군사기지가 위치한 계룡대의 비상활주로 및 계룡시 일대에서 열린다. 2002년 제1회를 시작으로 대한민국 육군본부의 주최, 주관으로 매년 10월 '계룡군문화축제'와 동시에 열리고 있다. 일반인들이 대한민국의 육군을 보고, 느끼고, 체험하여 강하고 이로운 육군을 이해할 수 있도록 구성하고 있다. 세부적으로는 육군역사관, 최신예 무기 전시, 한미연합군 전력 장비 전시, 특전사의 레펠 시범, 시가지 전투 재연, 장갑차·헬기 등의 탑승 체험, 전투기 시뮬레이터 조종, 군복 입어보기·병영식 먹어보기 등의 병영 훈련 체험, 드론 경연대회, 군견 중심의 애견쇼, 군마 체험, 포토제닉, 군악대 공연, 의장대 시범, 특공무술 시범, 뮤지컬 등의 프로그램으로 구성된다. 연예인 출신의 육군 병사들이 참여하며, 행사의 홍보대사로 인지도 있는 연예인이나 국위선양한 스포츠인 등이 선정되어 참여한다. 가수 에이프릴, 배우 최불암, 2012년 하계 올림픽 펜싱 은메달리스트 신아람· 최인정 선수가 홍보대사로 활동하기도 했다.
한편, 2020년에는 해당 행사와 계룡군문화축제를 통합하고 규모를 확대한 '2020 세계군문화엑스포'가 열릴 예정이다. 엑스포 규모는 당초 98억원에서 155억으로 확대 편성되었으며, 조직위원회를 꾸려 준비에 나서는 한편, 엑스포를 기념하여 '계룡사랑상품권'을 발행하는 등 홍보에도 나서고 있다.

## 같이 보기
- 계룡군문화축제
- 진해군항제